# Самех
| Фінікійська | Звичайна | Звичайна | Курсив |
| ----------- | -------- | -------- | ------ |
| Samech      | ס        | ס        |        |

Самех (івр. סָ֫מֶךְ) — п'ятнадцята літера 
гебрайської абетки.
Має числове значення 60. В івриті вона позначає звук [s] (глухий ясенний фрикативний).

## Unicode
| Unicode Codepoint | U+05e1               |
| Unicode-Name      | HEBREW LETTER SAMEKH |
| HTML              | &#1505;              |
| ISO 8859-8        | 0xf1                 |